# Vicine
La vicine est un alcaloïde glucosidique présent principalement chez la fève (Vicia faba).
La vicine est toxique pour les personnes qui ont une carence héréditaire de l'enzyme glucose-6-phosphate déshydrogénase, chez qui elle cause une anémie hémolytique, appelée « favisme ». La formation de la vicine chez Vicia faba a été étudiée, mais cette formation naturelle n'a pas encore été élucidée.

## Histoire
La vicine a été initialement isolée en 1870 à partir des graines de Vicia sativa par une méthode d'extraction à l'acide sulfurique suivie d'une précipitation au sulfate de mercure(II) (HgSO4). Par la suite, on a trouvé la vicine chez d'autres espèces du genre Vicia (dont Vicia faba), dans le jus de betterave et dans les pois. La structure chimique du composé a été construite progressivement. D'abord, la nature glycosidique du composé a été reconnue en 1896. La même année on a isolé l'aglycone de la vicine, la divicine (en). Au début du XXe siècle, la structure pyrimidine a été reconnue. Malgré ces premiers succès, la formule correcte de la vicine, à savoir le 2,4-diamino-6-oxypyrimidine-5-(ß-d-glucopyranoside), n'a été déterminée qu'en 1953.